# 픽셀킴
김현우(1995년 ~ )는 대한민국의 시각 예술가로, '픽셀킴(Pixel Kim)'이라는 활동명으로 알려져 있다. 그는 픽셀을 기본 조형 단위로 삼아 회화, 드로잉, 설치, 퍼포먼스 등 다양한 매체를 통해 자신의 기억과 감정을 표현한다.

## 생애 및 활동
김현우는 1995년 서울에서 태어났다. 그는 어린 시절부터 픽셀 형태의 드로잉을 통해 세상과 소통하기 시작했다. 학창 시절에는 수학 공식, 음악 악보, 친구들과 선생님의 이름 등을 노트에 빼곡히 기록하며, 이러한 문서화 작업을 하루도 빠짐없이 이어왔다.
그의 작품은 픽셀을 기본 단위로 하여, 일상의 사물, 도시 풍경, 자연의 모습 등을 재구성한다.특히 수학 공식과 음악 악보를 활용한 '수학 드로잉(Math Drawing)' 시리즈는 그의 대표적인 작업 중 하나이다.

## 주요 전시
- 2015년: 첫 개인전 개최
- 2021년: 《픽셀: 무한한 공간》, 신한갤러리, 서울
- 2023년: 《모두의 어떤 차이》, KF갤러리, 서울
- 2024년: 《픽셀의 기억》, 갤러리에어, 서울

## 작품 세계
김현우의 작품은 픽셀을 통해 자신의 기억과 감정을 시각화하는 데 중점을 둔다. 그는 픽셀을 통해 일상의 사물, 도시 풍경, 자연의 모습 등을 재구성하며, 수학 공식과 음악 악보를 활용한 '수학 드로잉' 시리즈를 통해 독특한 시각 언어를 구축하고 있다.

## 저서 및 도록
- 불타는 고민, Burning Dilemmas, 2024. MAFUTA. EQUNOX. ISBN 979-11-951807-3-8 (93650).

## 참고 문헌
- 김현우 공식 웹사이트
- SK텔레콤 뉴스룸: 픽셀을 조형 삼아 자신의 우주를 그리는 '픽셀 김' 김현우 작가
- 한-캐나다 명예 예술홍보대사 '픽셀 김' 김현우 작가…尹대통령 '조용한 응원'

## 같이 보기
- 한국 현대미술
- 픽셀 아트
- 발달장애 예술가

1. 1 2  “한-캐나다 명예 예술홍보대사 ‘픽셀 김’ 김현우 작가…尹대통령 ‘조용한 응원’”. herald.